# Caleta
Caleta is een geslacht van vlinders van de familie van de Lycaenidae, uit de onderfamilie van de Polyommatinae.

## Soorten
- C. argola Hewitson, 1876
- C. caleta Hewitson, 1876
- C. celebensis (Staudinger, 1889)
- C. decidia (Hewitson, 1876)
- C.  elna (Hewitson, 1876)
- C. manovus (Fruhstorfer, 1918)
- C. mindarus (C. & R. Felder, 1865)
- C. rhode (Hopffer, 1874)
- C. roxus (Godart, 1823)